# 22. březen
22. březen je 81. den roku podle gregoriánského kalendáře (82. v přestupném roce). Do konce roku zbývá 284 dní. Svátek slaví Leona a Lea.

## Události

### Česko
- 1126 – Jindřich Zdík, jeden z největších českých vzdělanců období raného středověku, byl zvolen olomouckým biskupem.
- 1348 – Král Karel IV. udělil Brnu další významné privilegium: obchodní privilegium městu zaručovalo, že kupci a povozníci, procházející přes Moravu, museli projít Brnem, a ne jinými cestami.
- 1680 – Sedláci připravili petici adresovanou rakouskému císaři Leopoldovi I. požadující snížení robotních a dalších povinností. Císařova příkrá reakce, která zároveň zrušila všechny selské výsady udělené před rokem 1618, dává podnět k selskému povstání.
- 1782 – Císař Josef II. zrušil klášter Chotěšov.
- 1945
  - Nálet amerických bombardérů na rafinerii a vlakové nádraží v Kralupech nad Vltavou.
  - Prvním osvobozeným městem v Česku se stala Osoblaha.
- 1968 – Prezident Antonín Novotný se vzdal své funkce. Začalo Pražské jaro 1968.
- 2020 – V důsledku onemocnění covid-19 zemřel v České republice první pacient.

### Svět
- 1312 – Klement V. zrušil templářský řád papežskou bulou Vox in Excelso.
- 1349 – Obyvatelé města Fulda v Německu vybili všechny Židy, které vinili z morové epidemie.
- 1594 – Hugenotské války: Jindřich IV. Navavarrský slavnostně vstoupil do Paříže.
- 1621 – V Massachusetts v kolonii Plymouth uzavřeli mírovou dohodu se sousedními Indiány, kterou obě strany dodržovaly po 50 let.
- 1622 – Masakr v Jamestownu – Algonkinští Indiáni zabili jednu třetinu (asi 347) anglických kolonistů v oblasti Jamestownu ve Virginii.
- 1630 – První koloniální legislativa v Bostonu se týkala zákazu hazardních her. Zakazuje vlastnictví karet, vrhcábů a hracích stolů.
- 1765 – Parlament Velké Británie přijal celní zákon umožňující vybírat clo přímo v amerických koloniích, což vedlo k protestům kolonistů a nakonec k válce o nezávislost.
- 1813 – Švýcarský cestovatel Johann Ludwig Burckhardt objevil pro Evropu Abú Simbel.
- 1849 – Český šlechtic a rakouský maršál Josef Václav Radecký z Radče porazil sardinská vojska u Novary.
- 1873 – Ve Španělsku bylo Národním shromážděním zrušeno otroctví.
- 1906 – Nizozemský fyziolog Willem Einthoven vytvořil první lékařsky využitelný lidský elektrokardiogram, a to pomocí dvojice nádob se solným roztokem a strunového galvanometru.
- 1933
  - Americký prezident Franklin Delano Roosevelt podepsal zákon, kterým se legalizoval prodej piva a vína.
  - První vězni prošli branou koncentračního tábora Dachau, který byl zřízen o dva dny dříve.
- 1939 – Litevský přístav Klaipėda obsadilo nacistické Německo.
- 1942 – Ve Středozemním moři proběhla druhá bitva u Syrty.
- 1943 – Německé okupační síly za živa upálily veškeré obyvatelstvo vesnice Chatyň v Bělorusku.
- 1945 – Vojáci Pattonovy 3. armády USA překročili Rýn.
- 1960 – Arthur Leonard Schawlow a Charles Hard Townes získali první patent na laser.
- 1963 – Britská kapela The Beatles vydala album Please Please Me.
- 1993 – Intel Corporation dodala první Pentium čipy (80586), kmitočtu 60 MHz pro počítače 100+ MIPS a pro 64bitový přenos dat.
- 1995 – Kosmonaut Valerij Poljakov se vrátil z kosmu po 438 dnech.
- 1997 – Kometa Hale-Bopp minula Zemi v dosud nejmenší vzdálenosti.
- 2004 – Ahmed Jásin, spoluzakladatel a vůdce palestinské organizace Hamás, byl zabit v pásmu Gazy po útoku izraelského vrtulníku AH-64 Apache používajícího řízené střely Hellfire.
- 2016 – Při teroristických útocích v Bruselu zahynulo 32 osob a kolem 340 jich bylo zraněno.

## Narození

### Česko

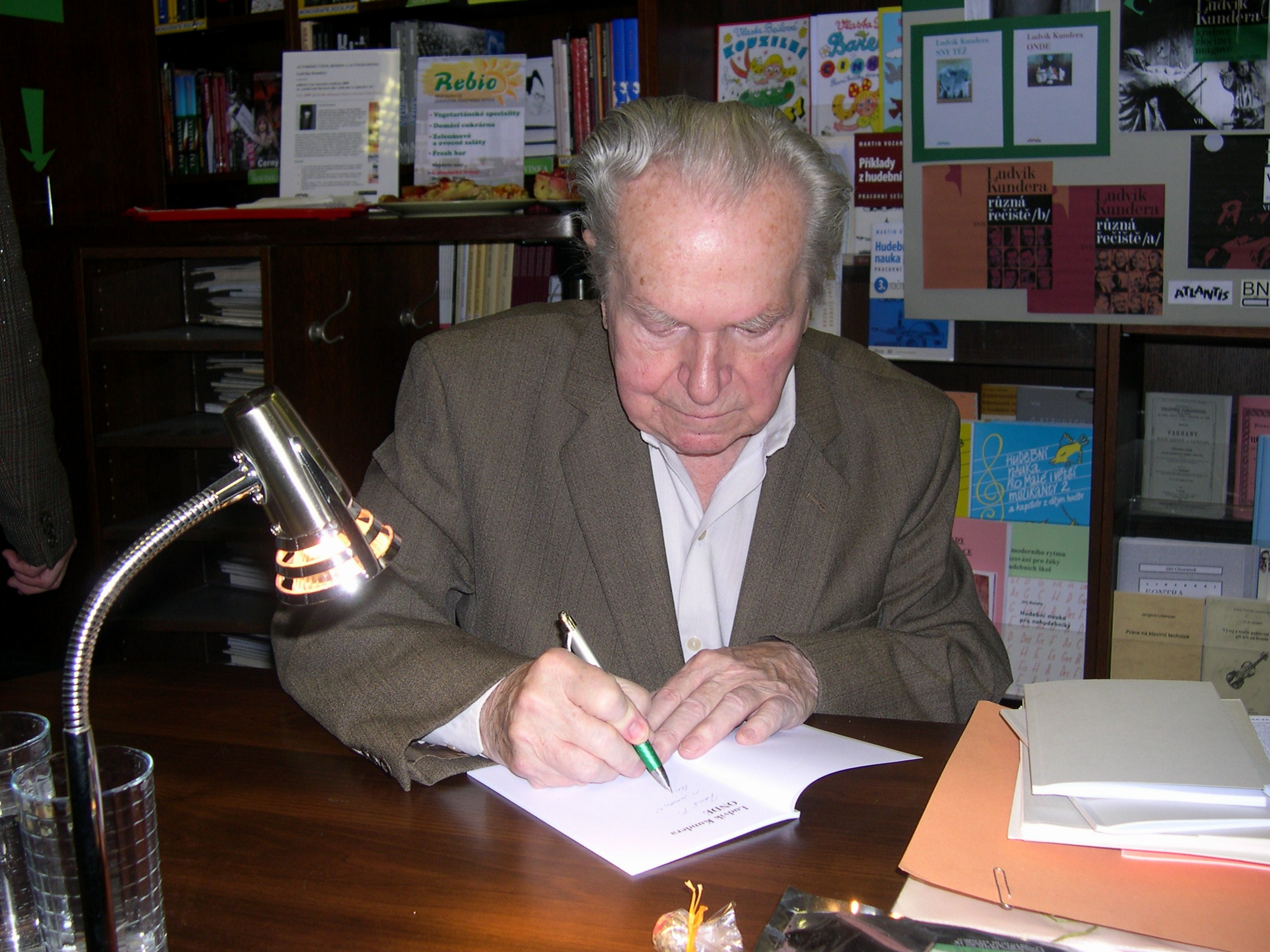
Ludvík Kundera (* 1920)

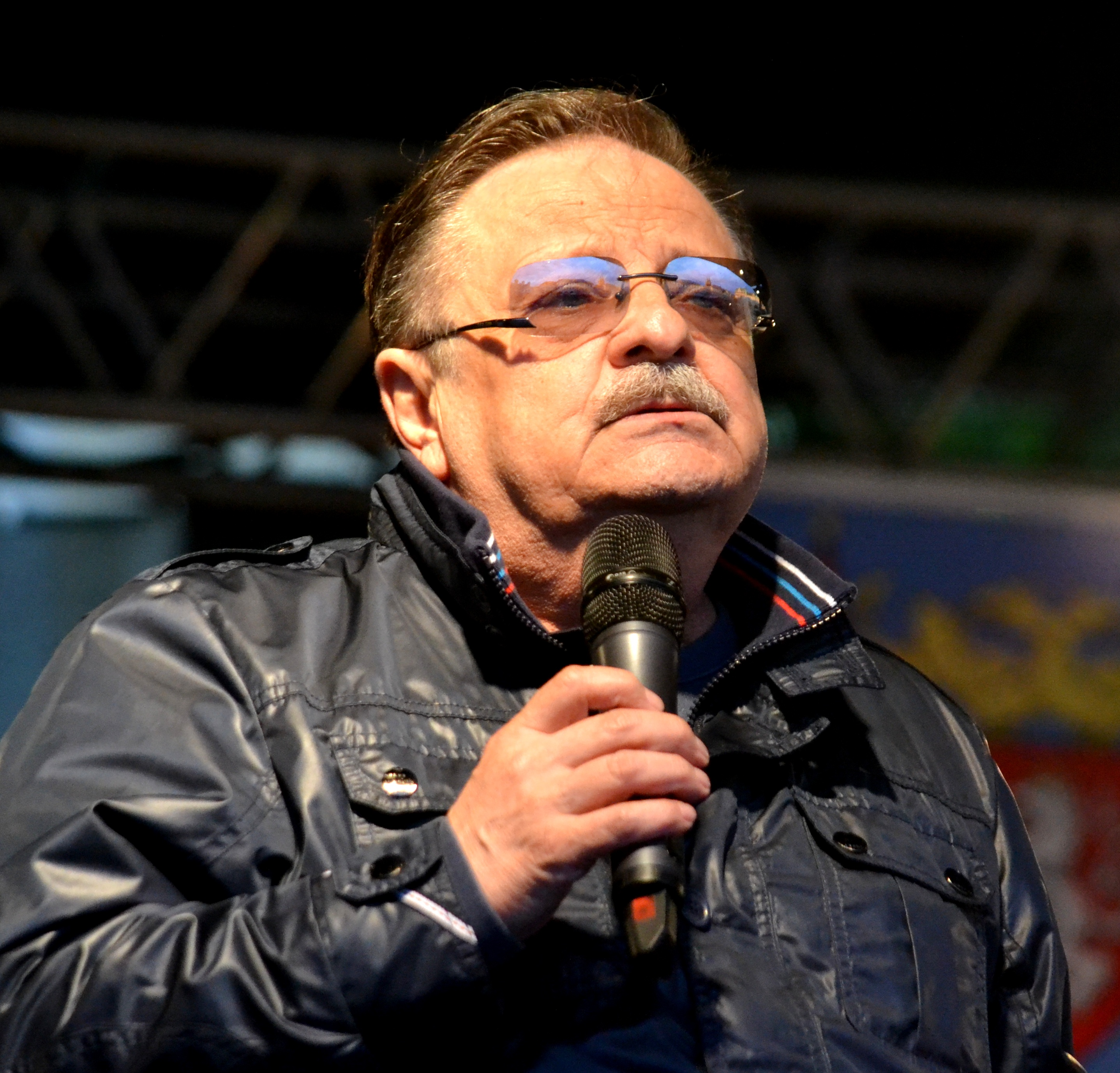
Petr Spálený (* 1944)

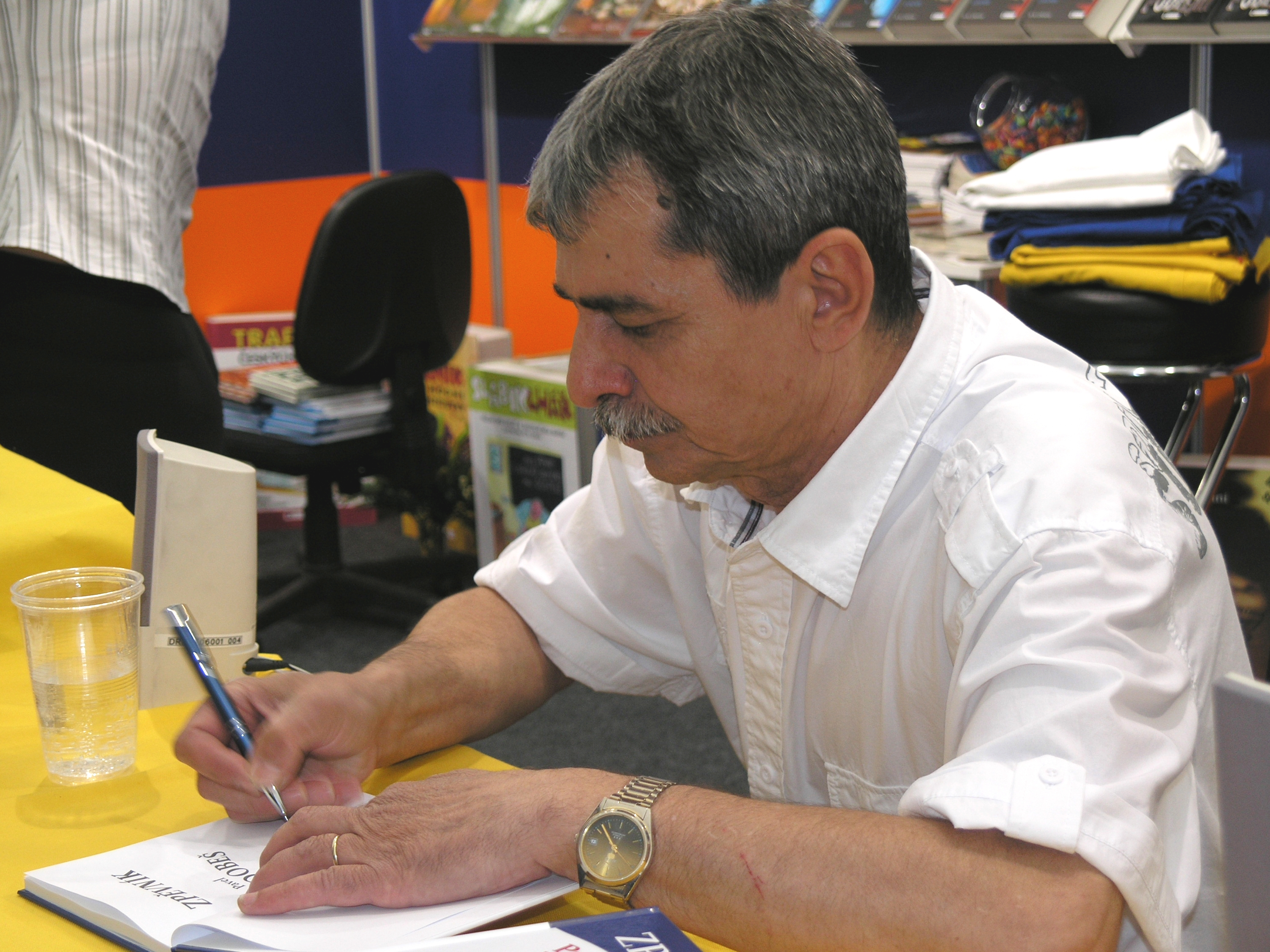
Pavel Dobeš (* 1949)

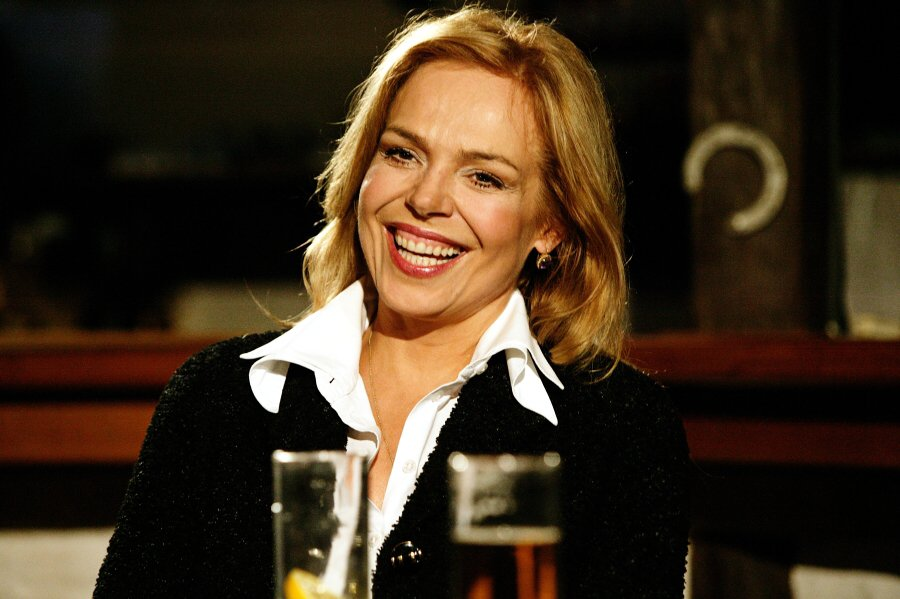
Dagmar Havlová (* 1953)

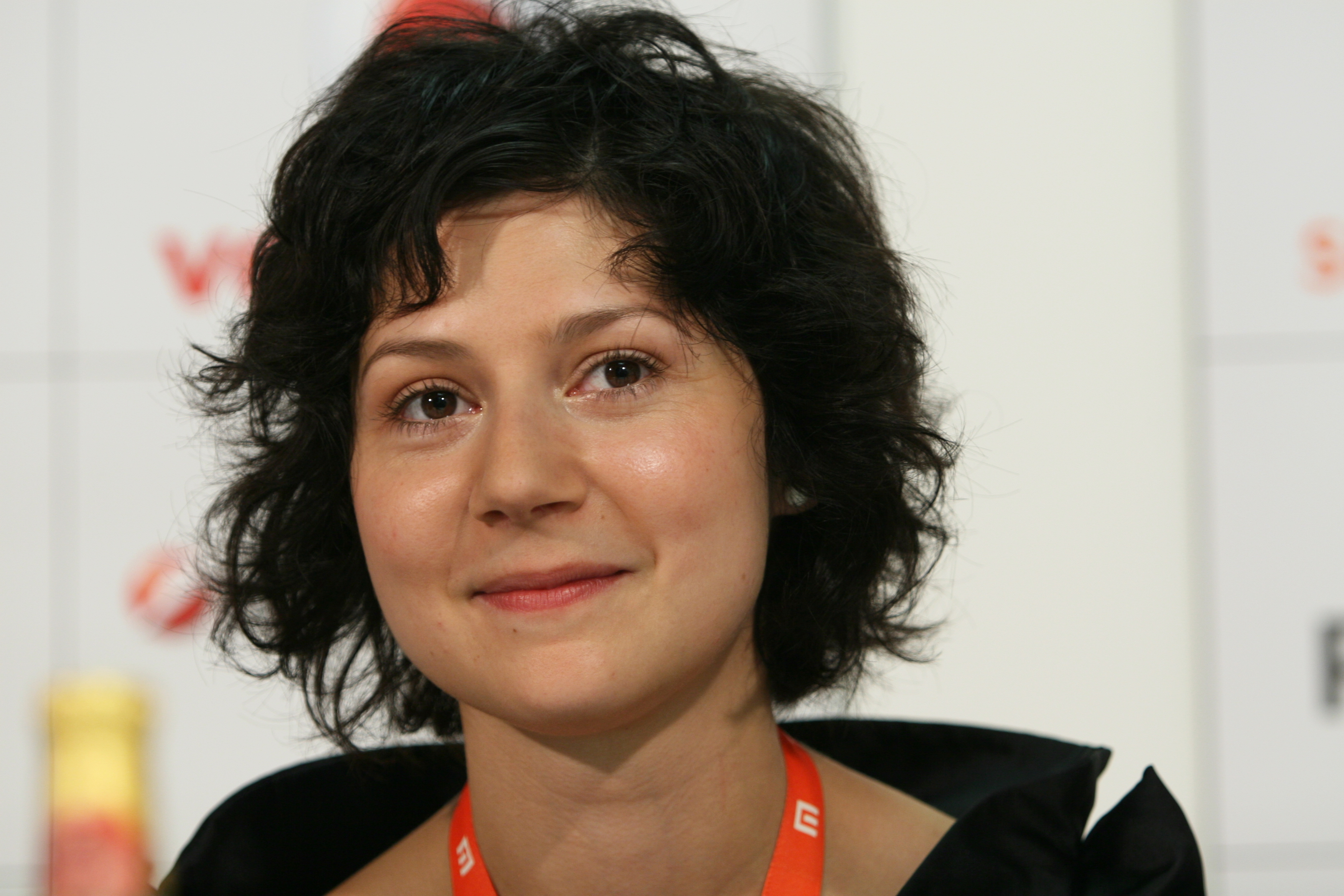
Martha Issová (* 1981)

- 1765 – František Josef Dusík, hudební skladatel († po r. 1816)
- 1795 – Josef Arnošt Ryba, český oční lékař († 1. března 1856)
- 1833 – Antonín Čížek, český právník a politik († 21. září 1883)
- 1844 – Emanuel Kusý, lékař-hygienik († 20. prosince 1905)
- 1845 – Theodor Kohn, arcibiskup olomoucký († 3. prosince 1915)
- 1852 – Otakar Ševčík, český houslista a pedagog († 18. ledna 1934)
- 1863 – Josef Paldus, vojenský archivář a historický geograf († 10. října 1937)
- 1866 – Josef Petřík, český geodet a vysokoškolský pedagog († 16. května 1944)
- 1873 – Fanni Blatny, československá politička německé národnosti († 22. prosince 1949)
- 1874 – Bohumil Kučera, český fyzik († 16. dubna 1921)
- 1875 – Anton Hanak, rakouský sochař českého původu († 7. ledna 1934)
- 1879 – Richard Teschner, malíř, řezbář, libretista a hudební skladatel († 4. července 1948)
- 1882 – Mario Korbel, český sochař († 31. března 1954)
- 1892 – Karel Poláček, spisovatel († 21. ledna 1945)
- 1894 – Rudolf Walter, divadelní režisér, herec a pedagog († 27. února 1966)
- 1898 – Ludmila Macešková, básnířka a prozaička († 3. května 1974)
- 1901
  - František Doubrava, malíř, grafik a ilustrátor († 2. prosince 1975)
  - Vít Obrtel, architekt, grafik, scénograf a básník († 12. června 1988)
- 1902 – Otto Novák, československý fotbalový reprezentant († 15. října 1984)
- 1910 – Eduard Haken, operní pěvec – basista († 12. ledna 1996)
- 1914 – František Kobzík, reprezentant ve veslování, voják a příslušník výsadku Carbon († 7. května 1944)
- 1918 – Emil Radok, český teoretik umění, výtvarník, scenárista, režisér († 7. ledna 1994)
- 1920
  - Ivan Kolařík, voják a příslušník výsadku Out Distance († 1. dubna 1942)
  - Jaroslav Brodský, politický vězeň komunistického režimu v Československu († 3. srpna 1981)
  - Ludvík Kundera, básník, dramatik, prozaik a překladatel († 17. srpna 2010)
- 1924 – Jiří Toman, fotograf, ilustrátor a knižní grafik († 10. dubna 1972)
- 1926
  - Ivo Babuška, matematik mezinárodního významu – Čech s americkým občanstvím
  - Jan Němeček, kameraman († 6. července 2004)
- 1928 – František Pojdl, český televizní režisér († 18. srpna 2015)
- 1932 – Marta Jiráčková, hudební skladatelka
- 1938 – Věra Linhartová, česká spisovatelka
- 1939 – Josef Smolka, volejbalista, bronzový olympionik a mistr světa († 1. června 2020)
- 1941 – Karel Urbánek, poslední generální tajemník Ústředního výboru Komunistické strany Československa
- 1942 – Karel Vágner, hudebník, hudební skladatel
- 1944 – Petr Spálený, český hudebník, skladatel, kytarista, flétnista, bubeník a zpěvák
- 1946 – Jan Smejkal, český mezinárodní šachový velmistr
- 1947 – Jiří Rulf, básník, prozaik, literární kritik a publicista († 12. dubna 2007)
- 1949
  - Pavel Dobeš, folkový písničkář
  - Pavel Kábrt, český kreacionista a křesťanský aktivista († 14. září 2021)
- 1953 – Dagmar Havlová, herečka a druhá manželka bývalého prezidenta Václava Havla
- 1975 – Jiří Novák, tenista
- 1980 – Františka Jirousová, česká spisovatelka a knižní redaktorka
- 1981 – Martha Issová, herečka
- 1983 – Martin Kraus, herec
- 1991 – Veronika Kopřivová, modelka

### Svět

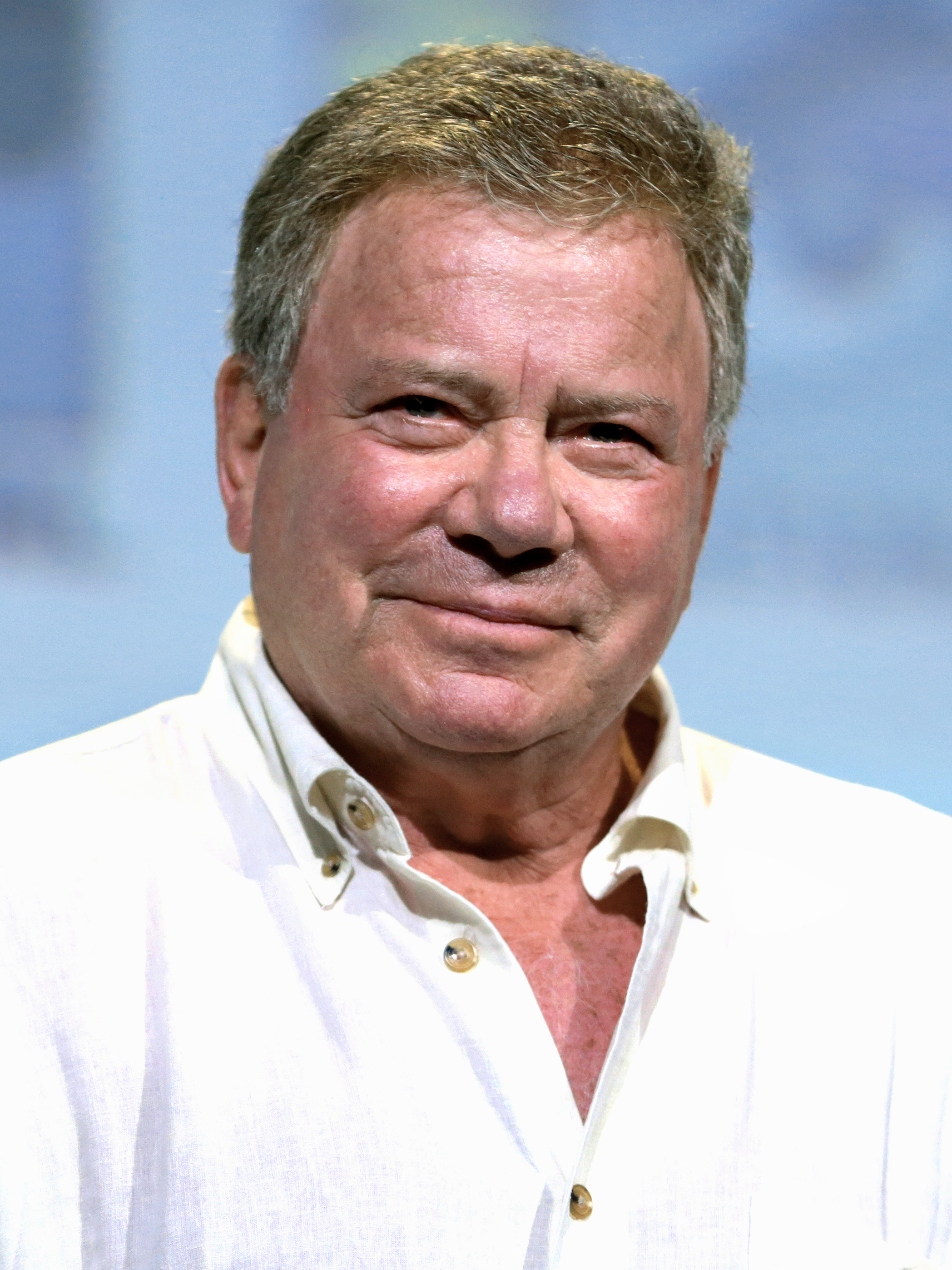
William Shatner (* 1931)

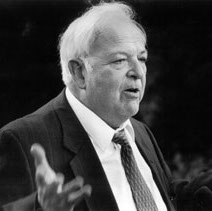
Burton Richter (1931–2018)

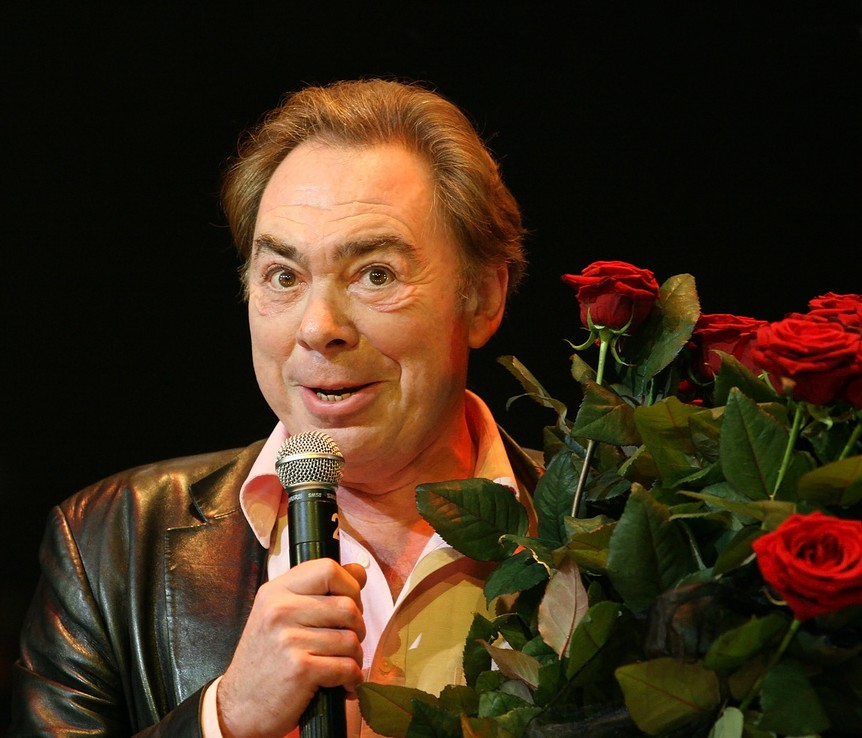
Andrew Lloyd Webber (* 1948)

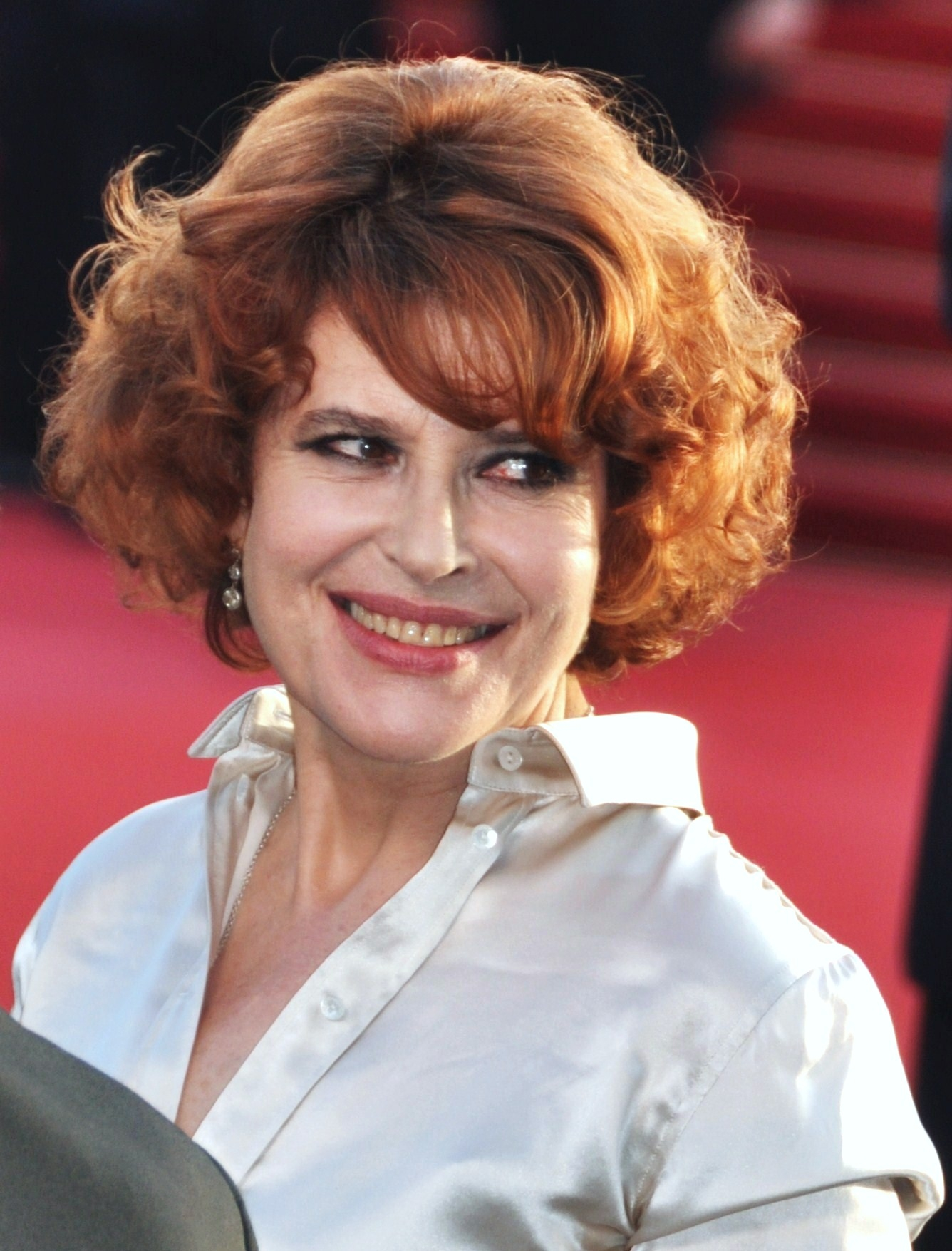
Fanny Ardant (* 1949)

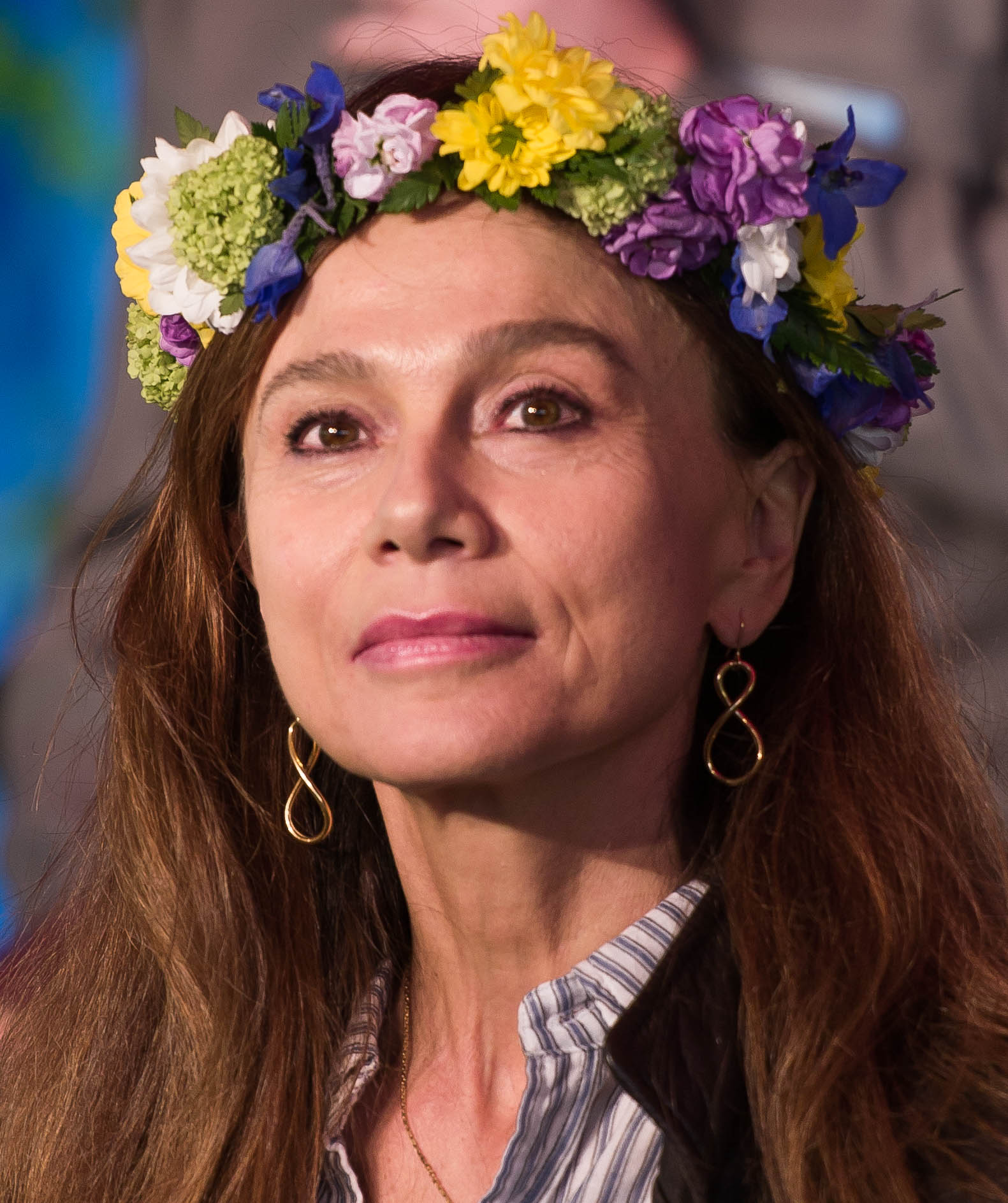
Lena Olin (* 1955)

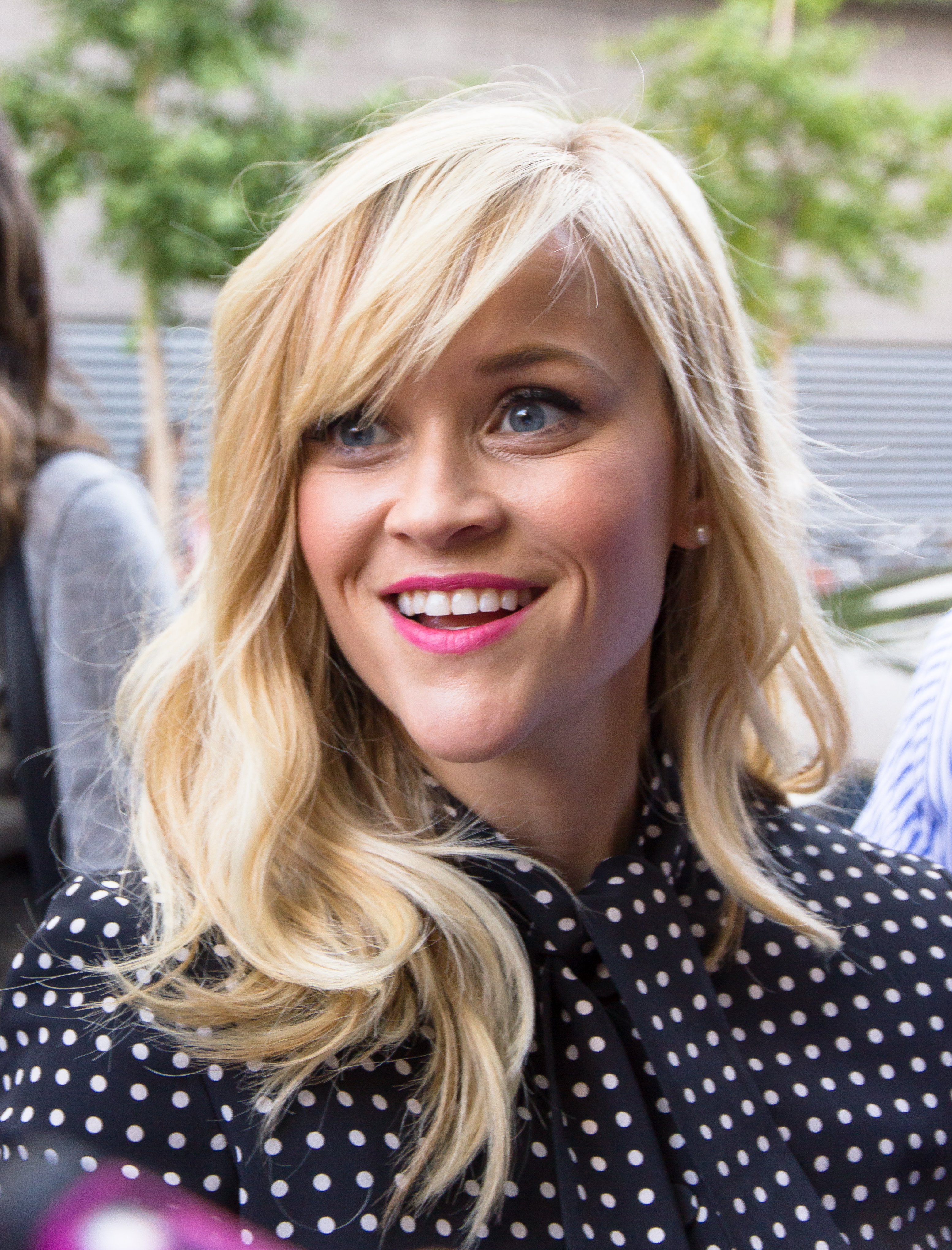
Reese Witherspoonová (* 1976)

- 1212 – Go-Horikawa, 86. japonský císař († 31. srpna 1234)
- 1459 – Maxmilián I. Habsburský, římský císař († 12. ledna 1519)
- 1581 – Gregoria Maximiliána Habsburská, rakouská arcivévodkyně († 20. září 1597)
- 1599 – Anthonis van Dyck, vlámský barokní malíř († 9. prosince 1641)
- 1609 – Jan Kazimír II. Vasa, polský král († 16. prosince 1672)
- 1663 – August Hermann Francke, německý teolog († 8. června 1727)
- 1684 – Matej Bel, slovenský polyhistor, encyklopedista, filozof a spisovatel († 29. srpna 1749)
- 1700 – Giuseppe Sellitto, italský hudební skladatel a varhaník († 23. srpna 1777)
- 1728 – Giacomo Insanguine, italský hudební skladatel, varhaník a pedagog († 1. února 1795)
- 1748 – Samuel Ambrozi, slovenský publicista († 13. února 1806)
- 1759 – Hedvika Šlesvicko-Holštýnsko-Gottorpská, švédská královna († 20. června 1818)
- 1797 – Vilém I. Pruský, pruský král a německý císař († 9. března 1888)
- 1799
  - Friedrich Wilhelm August Argelander, německý astronom († 17. února 1875)
  - Joseph Saxton, americký vynálezce a fotograf († 16. října 1873)
- 1806 – Ernst Waidele von Willingen, rakouský právník, soudce a politik († 21. června 1870)
- 1822 – Maria Rosalia Bonheur, francouzská malířka († 25. května 1899)
- 1824 – Karl Pfizer, německý chemik († 19. října 1906)
- 1842 – Mykola Lysenko, ukrajinský hudební skladatel († 6. listopadu 1912)
- 1857 – Paul Doumer, francouzský prezident († 7. května 1932)
- 1859 – Josip Vancaš, chorvatský architekt († 15. prosince 1932)
- 1868 – Robert Andrews Millikan, americký fyzik, nositel Nobelovy ceny za fyziku v roce 1923 († 19. prosince 1953)
- 1869 – Emilio Aguinaldo, prezident první filipínské republiky († 6. února 1964)
- 1879
  - Wilhelm Schlenk, německý chemik († 29. dubna 1943)
  - Borisav Stanković, srbský spisovatel († 22. října 1927)
- 1874 – Louis Delâge, francouzský průkopník automobilismu († 14. prosince 1947)
- 1875 – Friedrich von Huene, německý paleontolog († 4. dubna 1969)
- 1878 – Michel Théato, lucemburský běžec, olympijský vítěz († 1923)
- 1898 – Juan Di Sandro, italsko-argentinský reportážní fotograf († 22. června 1988)
- 1903 – Jochen Klepper, německý teolog, žurnalista a spisovatel († 11. prosince 1942)
- 1910 – Fritz G. Winter, německý architekt († 12. listopadu 1986)
- 1912
  - Elijahu Kitov, rabín, vychovatel a spisovatel († 7. února 1976)
  - Leslie Johnson, britský automobilový závodník († 8. června 1959)
  - Karl Malden, americký herec († 1. července 2009)
- 1917 – Irving Kaplansky, kanadský matematik († 25. června 2006)
- 1918 – Cheddi Jagan, prezident Guyany († 6. března 1997)
- 1921
  - Elena Lacková, slovenská spisovatelka († 1. ledna 2003)
  - Nino Manfredi, italský herec a režisér († 4. června 2004)
- 1923 – Marcel Marceau, francouzský mim a herec († 22. září 2007)
- 1928 – Eric Donald Hirsch, americký literární teoretik
- 1929
  - P. Ramlee, Malajský herec a zpěvák (* 29. května 1973)
  - Fred Anderson, americký saxofonista († 24. června 2010)
- 1931
  - William Shatner, kanadský herec
  - Burton Richter, americký fyzik, nositel Nobelovy ceny za fyziku († 18. července 2018)
  - Rodion Azarkhin, ruský kontrabasista († 26. března 2007)
- 1933
  - Abú al-Hasan Baní Sadr, první prezident Íránu († 9. října 2021)
  - Michel Hidalgo, francouzský fotbalista a fotbalový trenér († 26. března 2020)
- 1934 – Orrin Hatch, americký politik († 23. dubna 2022)
- 1936 – Roger Whittaker, keňsko-britský písničkář († 13. září 2023)
- 1937
  - Angelo Badalamenti, americký skladatel italského původu († 11. prosince 2022)
  - Jon Hassell, americký trumpetista († 26. června 2021)
  - Armin Hary, německý sprinter, dvojnásobný olympijský vítěz
- 1941
  - Hugo Rasmussen, dánský jazzový kontrabasista († 30. srpna 2015)
  - Bruno Ganz, švýcarský herec († 16. února 2019)
- 1943 – Keith Relf, anglický hudebník († 14. května 1976)
- 1946 – Harry Vanda, holandsko-australský zpěvák, kytarista, skladatel a hudební producent
- 1948 – Andrew Lloyd Webber, britský hudební skladatel
- 1949 – Fanny Ardant, francouzská herečka
- 1950 – Goran Bregović, balkánský skladatel, producent a sběratel nahrávek world music
- 1952 – Jay Dee Daugherty, americký bubeník
- 1955
  - Lena Olin, švédská herečka
  - Valdis Zatlers, prezident Lotyšské republiky
- 1956 – Maria Teresa Lucemburská, manželka lucemburského velkovévody Jindřicha I.
- 1957 – Jacek Kaczmarski, polský básník, spisovatel, textař a písničkář († 10. dubna 2004)
- 1959 – Žan Videnov, bulharský politik, premiér Bulharska
- 1975 – Anne Dudek, americká herečka
- 1976 – Reese Witherspoonová, americká herečka, Teun de Nooijer nizozemský pozemní hokejista
- 1984 – Piotr Trochowski, německý fotbalista
- 1995 – Anna Brożek, polská sportovní lezkyně
- 2001 – Sam Avezou, francouzský sportovní lezec

## Úmrtí

### Česko

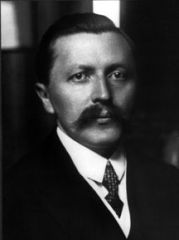
Vlastimil Tusar († 1924)

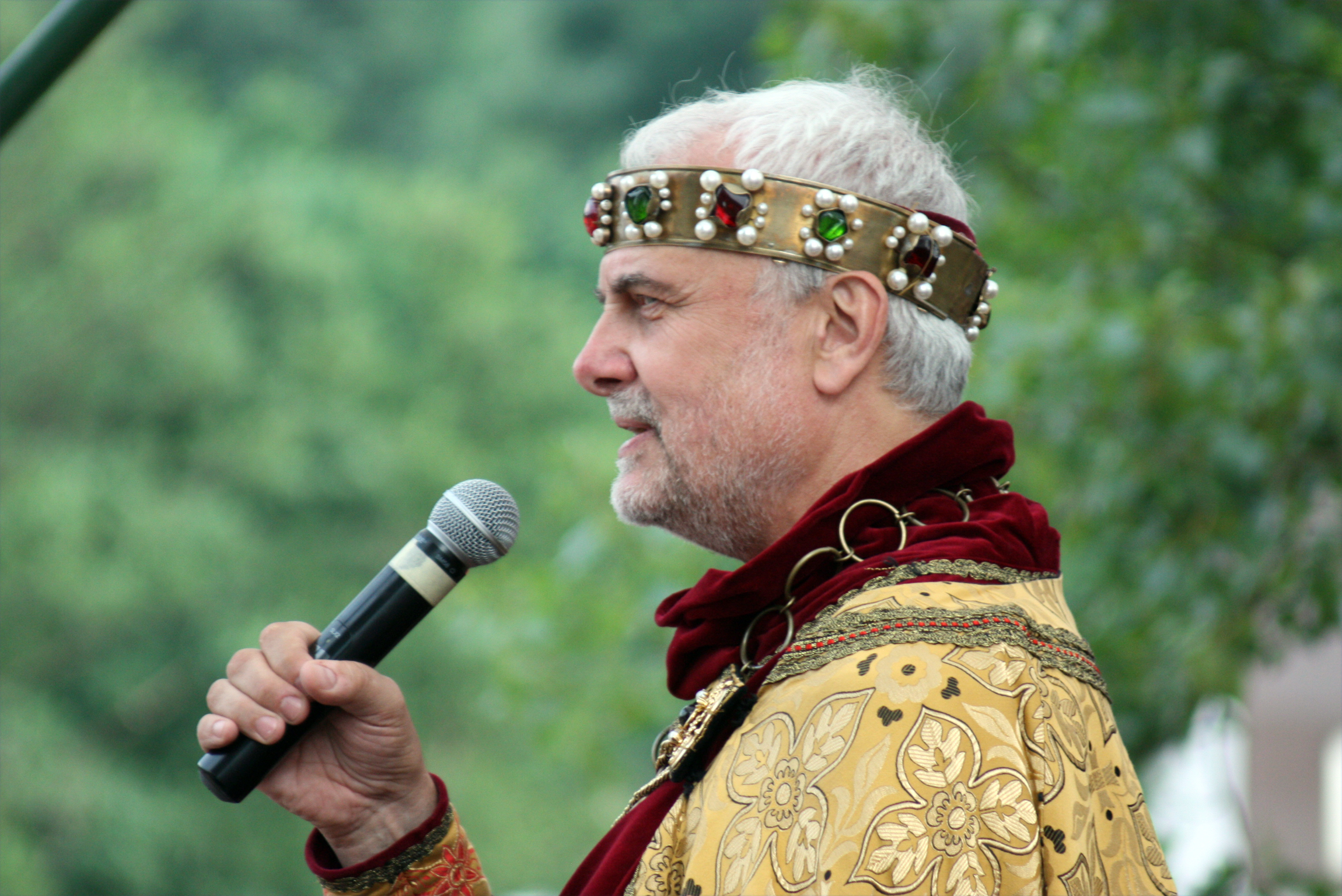
Vladimír Čech († 2013)

- 1471 – Jiří z Poděbrad, český král (* 23. dubna 1420)
- 1808 – Václav Matěj Kramerius, český spisovatel a nakladatel (* 9. února 1759)
- 1883 – Helena Veverková-Winandová, divadelní herečka (* 9. února 1856)
- 1902 – Josef Ort, český podvodník (* 13. března 1856)
- 1911 – Vojtěch Hlaváč, český varhaník, skladatel, dirigent a vynálezce působící převážně v Rusku (* 23. března 1849)
- 1924 – Vlastimil Tusar, československý politik (* 23. října 1880)
- 1928 – Jan Nepomuk Langhans, český portrétní fotograf (* 9. července 1851)
- 1932 – Gustav Habrman, československý politik (* 26. ledna 1864)
- 1945 – Jaromír Funke, český fotograf (* 1. srpna 1896)
- 1949 – Rudolf Vojtěch Špillar, malíř a popularizátor fotografie (* 11. února 1878)
- 1959 – Václav Bláha, hudební skladatel a trumpetista (* 4. května 1901)
- 1981 – Jaromír Spal, český herec (* 18. července 1916)
- 1984 – Jaroslav Pecháček, prozaik, výtvarník a publicista (* 11. dubna 1909)
- 1990 – Adolf Klimek, politik, účastník odboje, emigrant (* 17. června 1895)
- 1991 – Ladislav Karoušek, český výtvarník (* 17. září 1926)
- 1996 – Václav Nelhýbel, česko-americký hudební skladatel (* 24. září 1919)
- 1999 – Václav Halíř, český operní pěvec (* 28. září 1926)
- 2001 – Václav Morávek, československý fotbalový reprezentant (* 3. listopadu 1921)
- 2002 – Jaroslav Cejp, československý fotbalový reprezentant (* 7. dubna 1924)
- 2009 – Bohumil Smejkal, český houslista, dirigent, koncertní mistr a umělecký vedoucí Brněnského rozhlasového orchestru lidových nástrojů (* 14. ledna 1935)
- 2013 – Vladimír Čech, český herec, moderátor (* 6. července 1951)
- 2017 – Helena Štáchová, ředitelka Divadla Spejbla a Hurvínka, dabérka Lízy Simpsonové (* 18. listopadu 1944)
- 2018 – Jan Kantůrek, překladatel fantasy, science fiction, komiksů a westernů z angličtiny (* 4. května 1948)

### Svět

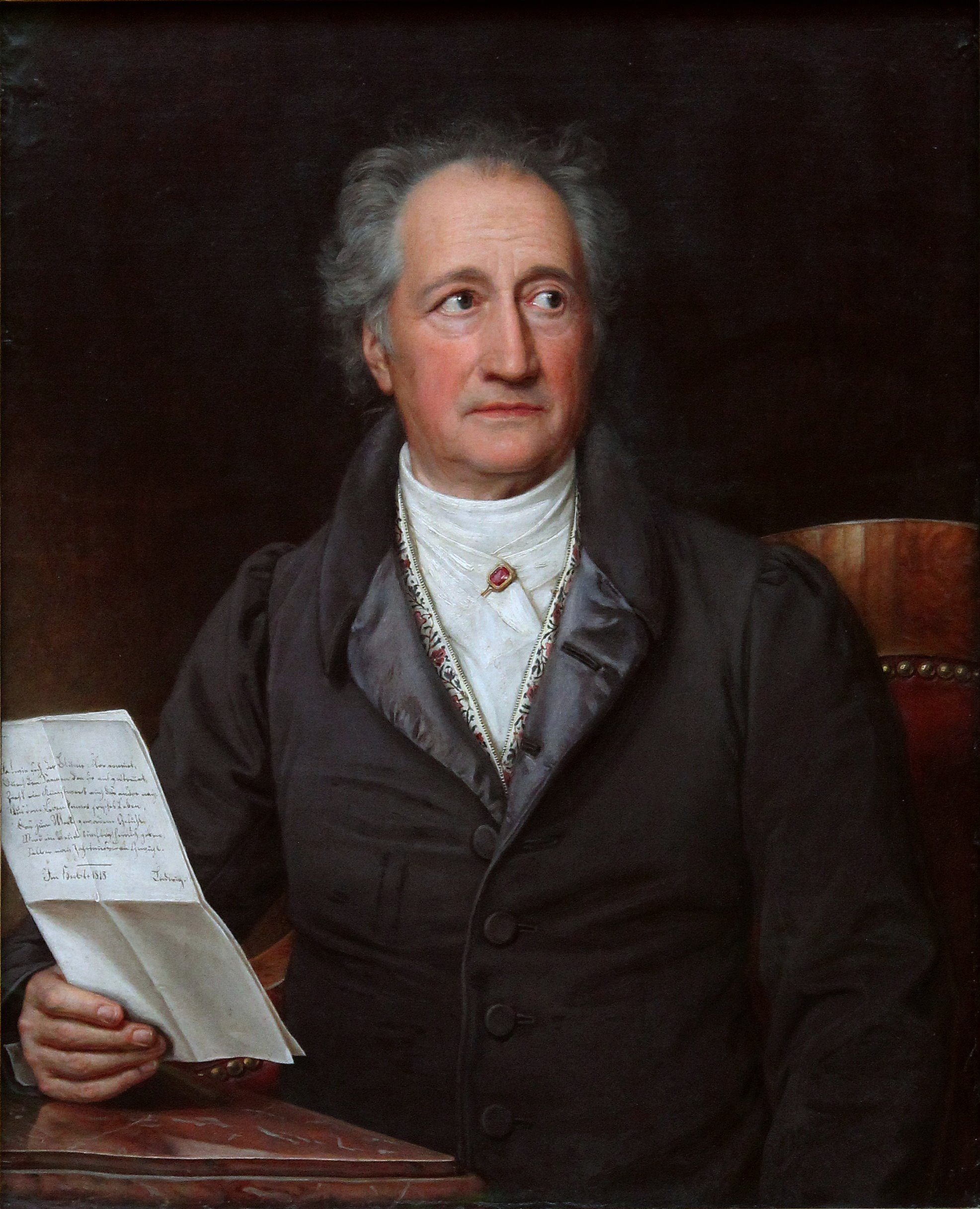
Johann Wolfgang von Goethe († 1832)

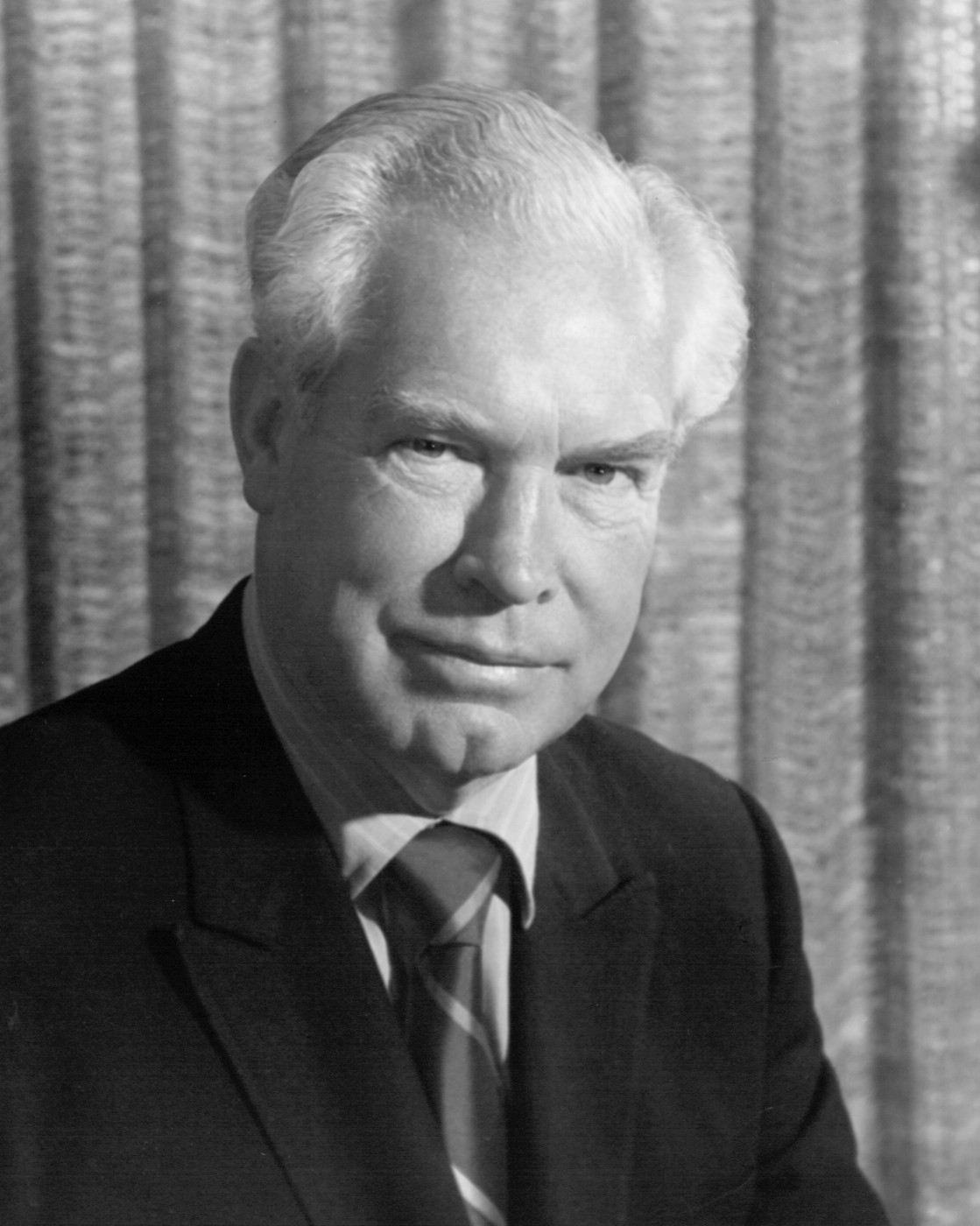
William Hanna († 2001)

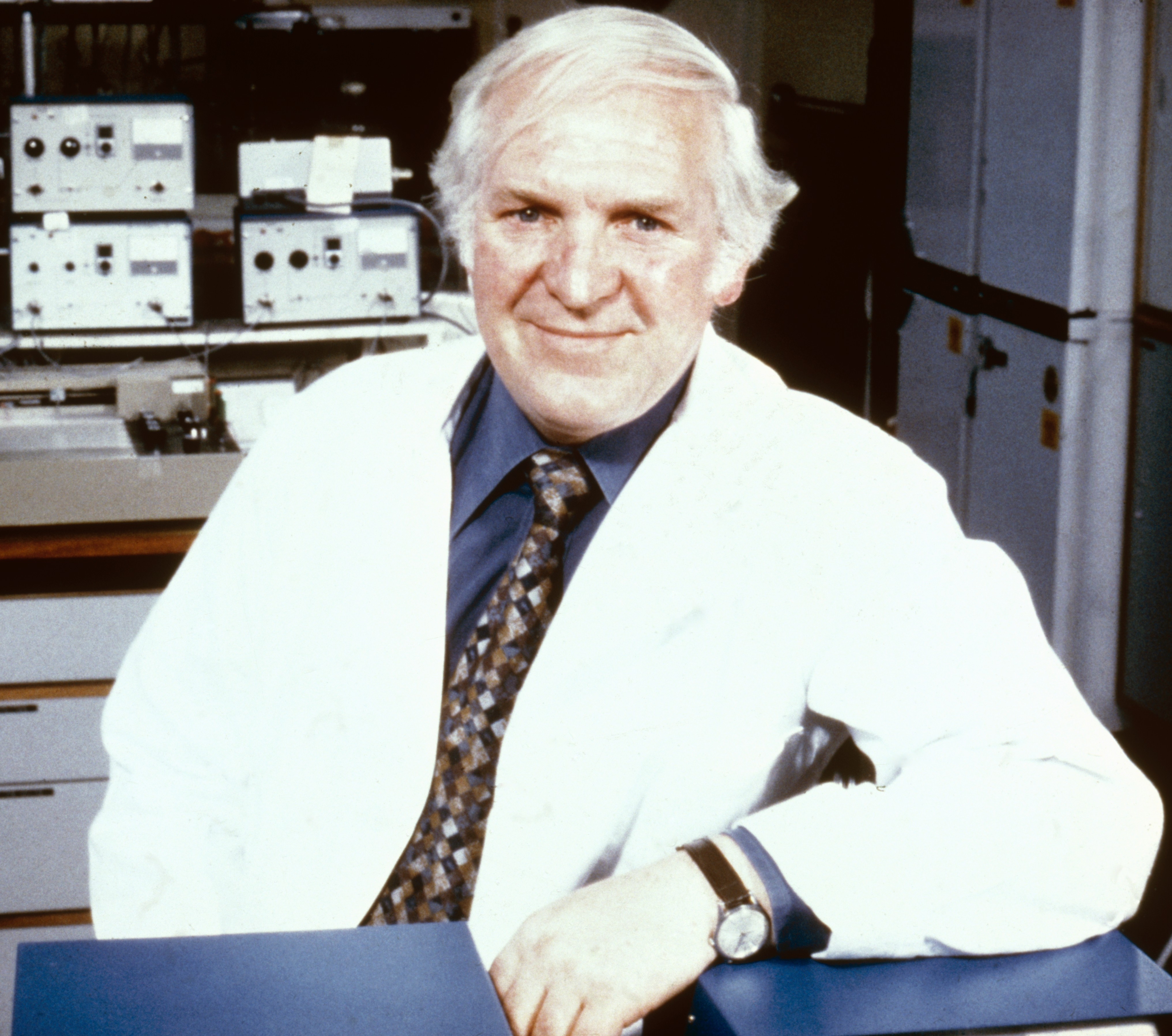
James W. Black († 2010)

- 1630 – Richard Dering, anglický hudební skladatel (* kolem roku 1580, Londýn)
- 1687 – Jean-Baptiste Lully, francouzský hudební skladatel (* 28. listopadu 1632)
- 1727 – Francesco Gasparini, italský hudební skladatel (* 19. března 1668)
- 1758 – Jonathan Edwards, severoamerický teolog (* 5. října 1703)
- 1772 – John Canton, anglický fyzik (* 1718)
- 1777 – Frederika Šarlota Hesensko-Darmstadtská, německá šlechtična a princezna (* 8. září 1698)
- 1796 – Gaspare Gabellone, italský skladatel (* 12. dubna 1727)
- 1802 – James Alexander, irský domácí pan, politik a 1. hrabě z Caledonu (* 1730)
- 1832 – Johann Wolfgang von Goethe, německý spisovatel, přírodovědec a filozof (* 28. srpna 1749)
- 1864 – Kastus Kalinowski, polský revoluční demokrat, publicista a básník (* 21. ledna 1838)
- 1890 – Moritz von Streit, předlitavský politik (* 20. května 1826)
- 1916 – Ferdinand Fellner, rakouský architekt (* 19. dubna 1847)
- 1925 – Julian Marchlewski, polský komunistický ekonom (* 17. května 1866)
- 1941 – Ferenc Koperniczky, československý politik (* 17. února 1851)
- 1943 – Hans Woellke, německý olympijský vítěz ve vrhu koulí (* 18. února 1911)
- 1946 – Clemens August von Galen, německý šlechtic, kardinál a biskup münsterský (* 16. března 1878)
- 1950 – Erwin Baum, německý politik (* 25. února 1868)
- 1951 – Tadeusz Piskor, polský generál za druhé světové války (* 1. února 1889)
- 1955
  - Ivan Šubašić, předseda exilové jugoslávské vlády (* 7. května 1892)
  - Arnošt II. Sasko-Altenburský, poslední vévoda německého vévodství Sasko-Altenbursko (* 31. srpna 1871)
- 1961 – Fjodor Isidorovič Kuzněcov, sovětský vojevůdce (* 29. září 1898)
- 1963 – Cilly Aussemová, německá tenistka (* 4. ledna 1909)
- 1976 – Viktor Emil von Gebsattel, německý lékař, psycholog, personalistický filosof a spisovatel (* 4. února 1883)
- 1984 – Wacław Wycisk, polský biskup (* 11. února 1912)
- 1985 – Albin Jansson, švédský reprezentační hokejový brankář (* 9. října 1897)
- 1987 – Joan Shawlee, americká filmová a televizní herečka (* 5. března 1926)
- 1994 – Dan Hartman, americký zpěvák, skladatel a hudební producent (* 8. prosince 1950)
- 1996 – Robert Overmyer, americký astronaut (* 14. července 1936)
- 2001 – William Hanna, americký animátor, scenárista, kreslíř a režisér (* 14. června 1910)
- 2004 – Ahmed Jásin, spoluzakladatel palestinské polovojenské politické organizace Hamás (* 28. června 1937)
- 2005
  - Clemente Domínguez y Gómez, španělský vzdoropapež (* 23. května 1946)
  - Kenzó Tange, japonský architekt (* 4. září 1913)
- 2006
  - Pío Leyva, kubánský skladatel, instrumentalista a zpěvák stylu guaracha (* 5. května 1917)
  - Pierre Clostermann, francouzský sportovní a válečný letec RAF (* 28. února 1921)
- 2008 – Israel López, kubánský hudebník, jeden z autorů a popularizátorů tance mambo
- 2010 – James Whyte Black, britský farmakolog, nositel Nobelovy ceny za lékařství (1988)
- 2011 – Zoogz Rift, americký wrestler, hudebník a skladatel (* 10. července 1953)
- 2013 – Chinua Achebe, nigerijský romanopisec, básník, profesor a kritik (* 16. listopadu 1930)
- 2015 – Peter Pišťanek, slovenský spisovatel (* 28. dubna 1960)
- 2019 – Scott Walker, americký zpěvák, hudebník (multiinstrumentalista), hudební producent a skladatel (* 2. ledna 1943)
- 2020 – Ciprian Foias, rumunský matematik (* 20. července 1933)

## Svátky

### Česko
- Leona, Lea, Leokádie, Leon, Leontina
- Lia
- Oktavián, Oktavius (podle starého kalendáře)

### Svět
- Světový den vody
- Slovensko – Beňadik
- Portoriko – Den emancipace
- Jordánsko, Libanon – Den Arabské ligy

## Pranostiky

### Česko
- Na Kazimíra pohoda – na kobzole úroda.
- Na Kazimíra pohoda – na brambory úroda.

| 22. březen v pražském KlementinuÚdaje jsou platné k 8. 7. 2025. | 22. březen v pražském KlementinuÚdaje jsou platné k 8. 7. 2025. | 22. březen v pražském KlementinuÚdaje jsou platné k 8. 7. 2025. |
| minimum                                                         | denní průměr                                                    | maximum                                                         |
| --------------------------------------------------------------- | --------------------------------------------------------------- | --------------------------------------------------------------- |
| −10,1 °C (1899)                                                 | 6,1 °C (od 1961)                                                | 21,0 °C (2014)                                                  |